# Антон Шпелец, снайпер
«Антон Шпелец, снайпер» (чеш. «Anton Spelec, ostrostrelec») — чехословацкая кинокомедия, снятая режиссёром Мартином Фричем в 1932 году.
Экранизация пьесы Эмиля Артура Лонгена. Премьера состоялась 16 декабря 1932 года.

## Сюжет
Антон Шпелец в жизни занимается изготовлением музыкальных инструментов, но душой и телом полностью отдан стрельбе, он меткий стрелок-снайпер. В маленьком провинциальном городке готовятся к большому празднику, во время которого самые достойные стрелки будут награждены медалями. Антон считает, что на этот раз его не обойдут наградой, но в результате того, что награждающим не хватает одной медали, ему придётся ждать ещё один год. Разочарованный, он идёт в пивную и напивается, при этом в пьяном виде оскорбляет честь императора. Задержанный полицией и доставленный в суд, Шпелец приговаривается к тюремному заключению.
Будучи добросовестным мастером, он вспоминает, что ему необходимо выполнить заказ, поэтому Антон решает отправить своего сотрудника Йозефа Кукачку вместо себя в тюрьму, пока он тайно работает дома один. Но Кукачка не хочет садиться в тюрьму и вместо себя отправляет туда бродягу, который хотел бы переждать зиму в тюремной камере. Как назло, бродяга умирает во время отбытия тюремного заключения. Получается, что Антон Шпелец официально скончался и в городе запланированы его торжественные похороны.

## В ролях
- Власта Буриан — Антон Шпелец
- Ружена Шлемрова — Тереза Шпелец
- Ярослав Марван — Кацаба
- Теодор Пиштек — Алоиз
- Индржих Плахта — Йозеф Кукачка
- Иржи Дреман — командир группы снайперов
- Элла Ноллова — тетя Жозефина
- Карел Постранецки — Рудольф
- Франтишек Кройцман — бродяга
- Александр Требовски — председатель суда
- Ченек Шлегл — адвокат
- Карел Шлейхерт — член суда
- Виктор Неедлы — судебный секретарь
- Эмануэль Грибаль — судебный охранник
- Фердинанд Ярковский — виолончелист
- Анна Пиркова — девушка Кукачека
- Роберт Форд — заместитель командира группы снайперов
- Йозеф Клапух — полицейский